# St. Rupert (Ruprechtsberg)

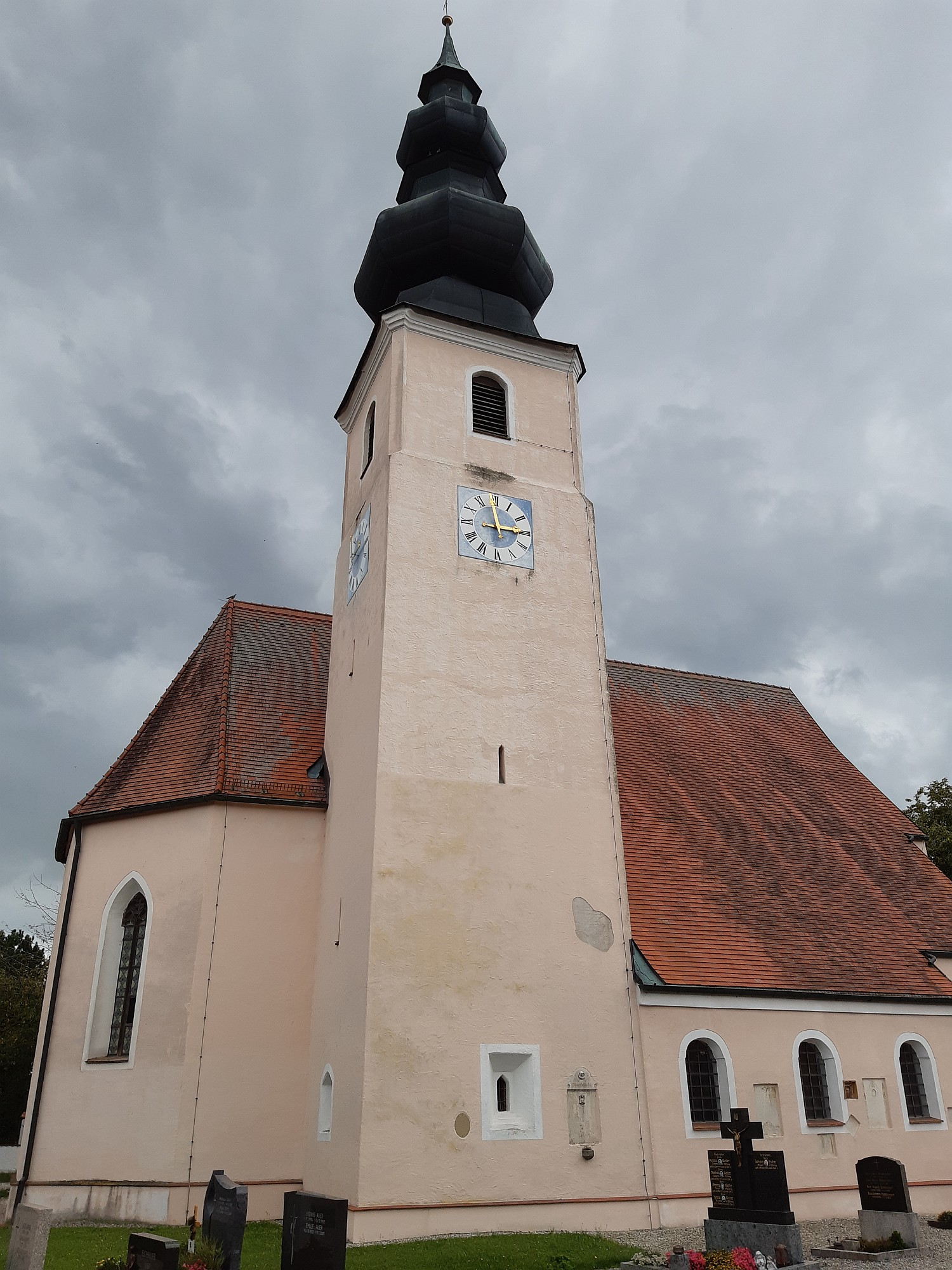
Außenansicht der Filialkirche St. Rupert von Norden

Die römisch-katholische Filialkirche St. Rupert in Ruprechtsberg, einem Ortsteil des Marktes Velden im niederbayerischen Landkreis Landshut, ist eine spätgotische Saalkirche, die in der zweiten Hälfte des 15. Jahrhunderts erbaut wurde. Das dem heiligen Rupert von Salzburg (Gedenktag: 24. September) geweihte Gotteshaus ist als Baudenkmal mit der Nummer D-2-74-183-71 beim Bayerischen Landesamt für Denkmalpflege eingetragen.

## Geschichte
Die im Wesentlichen spätgotische Anlage wurde in der zweiten Hälfte des 15. Jahrhunderts erbaut. Der Turmunterbau und die Umfassungsmauern des Langhauses sind älter und stammen wohl aus dem 14. Jahrhundert. Das Seitenschiff wurde 1727 angebaut. Nachdem der Turm 1739 durch einen Blitzeinschlag Schaden genommen hatte, wurde er 1740 von dem Vilsbiburger Schreiner Franz Winckhler mit der heutigen Barockhaube versehen.
Die Pfarrei Ruprechtsberg war eine „Urpfarrei“, aus der im Laufe der Jahrhunderte zahlreiche Pfarreien in der Umgebung hervorgegangen sind. Der Legende zufolge soll der heilige Rupert von Salzburg auf seinen Reisen in Perge oder Pergen, wie Ruprechtsberg früher geheißen hat, Station gemacht und gepredigt haben. Aufgrund der regen Siedlungstätigkeit im 19. und 20. Jahrhundert wurde der Filialort Eberspoint deutlich einwohnerstärker als Ruprechtsberg. Daher wurde 1962 der Pfarrsitz nach Eberspoint verlegt, während St. Rupert als Filialkirche so weit wie möglich ihre kirchlichen Rechte als Pfarrkirche behielt. Bis heute trägt die Pfarrei offiziell jedoch den Doppelnamen „Pfarrei Eberspoint-Ruprechtsberg“.

## Architektur

### Außenbau
Die nach Osten ausgerichtete Saalkirche umfasst einen gegenüber dem Hauptschiff nicht eingezogenen Chor mit zwei Jochen und Schluss in drei Achteckseiten sowie ein zwei Schiffe umfassendes Langhaus. Das spätgotische Hauptschiff umfasst vier Joche, das barocke nördliche Seitenschiff lediglich die drei östlichen Joche. In dem Winkel zwischen dem Seitenschiff und dem westlichen Joch des Hauptschiffs befindet sich eine Vorhalle. Das zugehörige Portal ist jedoch heute zugesetzt. Es war ursprünglich spitzbogig und mit einer Kehle zwischen Fasen profiliert. Der ehemals spitzbogige Öffnungsbogen der Vorhalle wurde laut einer Inschrift im Jahr 1828 rundbogig verkleinert. Ein weiteres Vorzeichen, das in der zweiten Hälfte des 19. Jahrhunderts erbaut wurde, befindet sich westlich am Hauptschiff und enthält das heutige Portal. Der Turm ist nördlich, die zwei Joche umfassende Sakristei südlich an den Chor angebaut.
Der vollständig verputzte Bau ist außen weitgehend ungegliedert. Die Fensteröffnungen sind spitzbogig, die im Seitenschiff schließen mit einem leicht eingezogenen Rundbogen.
Der Turm ist am quadratischen Unterbau ungegliedert. Auffällig sind lediglich die schmalen Fenster des Raumes im Turmuntergeschoss, die im Dreieck schließen. Sie besitzen außen eine rechteckige, innen eine stichbogige Laibung. Die früheren spitzbogigen Schallöffnungen sind zugesetzt und von den Ziffernblättern der Turmuhr überdeckt. Der kurze, barocke Turmaufsatz ist leicht eingezogen und wird von Eckpilastern gegliedert. Er enthält den heutigen Glockenstuhl und allseitige, rundbogige Schallöffnungen. Den oberen Abschluss bildet eine barocke, dreifache Zwiebelhaube.
Rund um die Kirche befindet sich, wie in Altbayern üblich, ein Friedhof. Die älteren Teile der Friedhofsmauer stammen noch aus dem 18. oder 19. Jahrhundert und stehen wie der Kirchenbau unter Denkmalschutz.

### Innenraum
Der Chor und das Hauptschiff des Langhauses werden von einem spätgotischen Netzrippengewölbe überspannt. Dieses wird von rechteckigen Wandpfeilern, die an den Kanten mit Rundstäben zwischen Kehlen profiliert sind, und ebensolchen spitzen Schildbögen gegliedert. Den Wandpfeilern sind Runddienste mit profilierten, halben Achteckskapitellen vorgelegt, deren Seiten konkav eingezogen und teilweise mit vorgelegten, halbrunden Wappenschilden verziert sind. Daraus entspringen die einfach gekehlten Gewölberippen, die am Gewölbescheitel auf tellerförmige Schlusssteine zulaufen. Diese sind mit Darstellungen des Christus Salvator, von Engeln, Heiligen und dem bayerischen Rautenwappen versehen.
Den Übergang zwischen Chor und Langhaus markiert der spitze Chorbogen, der ähnlich wie die Wandpfeiler profiliert ist. Jedoch weist er anstelle der Runddienste polygonale Vorlagen auf, die ihrerseits mit Rundstäben zwischen Kehlen und Fasen profiliert sind. Das Seitenschiff besitzt eine Flachdecke. Es öffnet sich zum Hauptschiff hin mittels zweier runder Scheidbögen.
Die Sakristei enthält ebenfalls ein spätgotisches Netzrippengewölbe. Die birnstabförmigen Rippen entspringen aus halbrunden Konsolen und laufen auf zwei runde Schlusssteine am Gewölbescheitel zu. In der alten, nördlichen Vorhalle befindet sich ein Sterngewölbe ohne Konsolen und Rippen.

## Ausstattung
Die Ausstattung, zum Beispiel die Altäre, ist überwiegend neugotisch.
Das älteste Ausstattungsstück ist der spätgotische Taufstein aus der Erbauungszeit der Kirche. Auf einem achtseitigen, profilierten Fuß und einem ebensolchen Schaft ruht ein weit ausladendes, achtseitiges Becken. Der Taufstein ist aus rotem Marmor gehauen. Er besitzt eine Höhe von 96 Zentimetern und einen Durchmesser von 84 Zentimetern. Die Stuhlwangen, die reich mit Rokokoschnitzwerk verziert sind, stammen aus der Zeit um 1760. Im Chor befindet sich außerdem das ehemalige Hochaltarblatt, ein barockes Gemälde auf Leinwand aus der zweiten Hälfte des 17. Jahrhunderts. Es zeigt die Taufe des bairischen Herzogs Theodo durch den heiligen Rupert von Salzburg. Signiert ist es von dem Landshuter Maler Johann Franz Scherrich.
An der Westseite des Seitenschiffs befindet sich ein volkstümliches, barockes Wandgemälde von 1728. Es zeigt den heiligen Wendelin sowie Ansichten der Kirchen von Ruprechtsberg, Mariaberg und Eberspoint sowie des Schlosses Eberspoint. An der Nordseite des Langhauses befindet sich außen ein spätgotisches Steinrelief aus der Zeit um 1500. Es zeigt das Haupt Jesu Christi mit Kreuznimbus auf dem Schweißtuch der Veronika. Das Relief ist quadratisch mit einer Kantenlänge von rund 30 Zentimetern. Außerdem befinden sich außen und innen einige Epitaphien aus dem 15. bis 17. Jahrhundert.

### Orgel
Die Orgel wurde 1854 von Johann Ehrlich aus Landshut erbaut. Sie wurde 1900 von Franz Xaver Riederer aus Landshut und vor 1976 von Ludwig Wastlhuber restauriert. Das Schleifladeninstrument mit mechanischen Spiel- und Registertrakturen umfasst acht Register auf einem Manual und einem fest angekoppelten Pedal. Es ist mit einem Spielschrank ausgestattet. Der Prospekt datiert aus der Entstehungszeit der Orgel und ist neugotisch. Die Disposition lautet wie folgt:
| Manual C–d3 |           |       |
| 1.          | Copel     | 8′    |
| 2.          | Portunal  | 8′    |
| 3.          | Gamba     | 8′    |
| 4.          | Principal | 4′    |
| 5.          | Flöte     | 4′    |
| 6.          | Octav     | 2′    |
| 7.          | Mixtur    | 1 ⁄3′ |

| Pedal C–f |        |     |
| 8.        | Subbaß | 16′ |

### Glocken
Aus dem Turm läuten drei Glocken, die in einem hölzernen Glockenstuhl an geraden Holzjochen aufgehängt sind. Das Geläut weist die Melodielinie eines Mollakkords auf. Die beiden größeren Glocken wurden 1958 von Karl Czudnochowsky in Erding gegossen. Die kleinere überdauerte beide Weltkriege; sie wurden 1868 von Hagedorfer in Amberg gegossen. Die Glocken im Einzelnen:
| Nr. | Gussjahr | Gießer                     | Material | Gewicht [kg] | Durchmesser [cm] | Schlagton |
| --- | -------- | -------------------------- | -------- | ------------ | ---------------- | --------- |
| 1.  | 1958     | Karl Czudnochowsky, Erding | Bronze   | 900          | 117              | e1+4      |
| 2.  | 1958     | Karl Czudnochowsky, Erding | Bronze   | 570          | 99               | g1+3      |
| 3.  | 1868     | Hagedorfer, Amberg         | Bronze   | –            | 76               | h1+8      |